# Універсал (трактор)
«Універсал» — загальна назва чотирьох моделей радянських тракторів, які вироблялися у 1934 — 1955 роках.

## Історія
За прототип трактора був використаний трактор «Farmall Regular» концерну International Harvester, він випускався компанією «International Harvester» з 1924 по 1931 рр. Документацію трактора «Farmall Regular» СРСР закупив на початку 1930-х років. 
Трактор випускався з 1934 по 1940 рр. на заводі «Червоний Путиловець» в Ленінграді, а також на Володимирському тракторному заводі з 1944 по 1955 рр.
Потужність двигуна трактора становила 22 к.с. Особливістю трактора був вал керма, який проходив зовні над капотом та з'єднувався через шестерню із колесами під прямим кутом. 

## Модифікації
- «Універсал-1» — модифікація для обробки високостеблових культур, зі зближеними один до одного передніми колесами;
- «Універсал-2» — модифікація зі звичайним, («широким»), розташуванням передніх коліс;
- «Універсал-3» — подальший розвиток модифікації «Універсал-2»;
- «Універсал-4» — подальший розвиток модифікації "Універсал-1". Останні версії випускалися з колесами на пневматичних шинах.

## Де можна побачити
- Привокзальне, трактор «Універсал-2», виготовлений у 1944 році, встановлений у 1969 році.
- Харків, на території Державного біотехнологічного університету (пр. Героїв Харкова, 45), встановлений у 2018 р.;
- Лугини (Житомирська область), пам'ятник першим механізаторам району, встановлений у 1967 р.;
- Городенка (Івано-Франківська область), пам'ятник першим механізаторам району.
- Семенівка (Полтавська область), вул. Незалежності.
- Березнегувате (Миколаївська область), трактор Універсал-1 на постаменті по вул. 1 травня
- Чемерівці (Хмельницька область), біля колишнього кінотеатру "Україна".
- Шепетівка (Хмельницька область), Музей Пропаганди.
- Бар (Вінницька область), біля гуртожитку БФКТБ.
- Кривий Ріг (Дніпропетровська область). На першому поверсі історико-краєзнавчого музею стоїть ВТЗ Універсал 4. Раннього випуску (ще без пневматичних шин).
- С.Млинівці.Тернопільського району

## Використана література
- З. В. Сульська «Сільське господарство Лугинщини (1920—2000 рр.)» — Лугини. Творча студія «Кадр» 2012 р. (212 ст.)

| Трактор | Це незавершена стаття про трактор. Ви можете допомогти проєкту, виправивши або дописавши її. |

1. ↑  Пам’ятник трактору “Універсал” – Харків, що манить (укр.). Процитовано 2 червня 2023.